# Танков, Пётр Яковлевич
Пётр Яковлевич Танков (1920 —) — стрелок 705-го стрелкового полка 121-й стрелковой дивизии 60-й армии Центрального фронта, ефрейтор.

## Биография
Родился в 1920 году. Русский.
Стрелок 705-го стрелкового полка ефрейтор Пётр Танков в числе первых 27 сентября 1943 года в составе стрелковой роты преодолел реку Днепр в районе села Глебовка Вышгородского района Киевской области Украины и в течение трёх суток отражал контратаки противника, нанеся ему значительный урон в живой силе и технике.
Указом Президиума Верховного Совета СССР от 17 октября 1943 года за образцовое выполнение боевых заданий командования на фронте и проявленные при этом мужество и героизм ефрейтору Танкову Петру Яковлевичу присвоено звание Героя Советского Союза.
Награждён орденом Ленина.